# Francesco Cafiso
Francesco Cafiso (* 24. Mai 1989 in Vittoria) ist ein italienischer Jazz-Altsaxophonist.

## Leben und Wirken

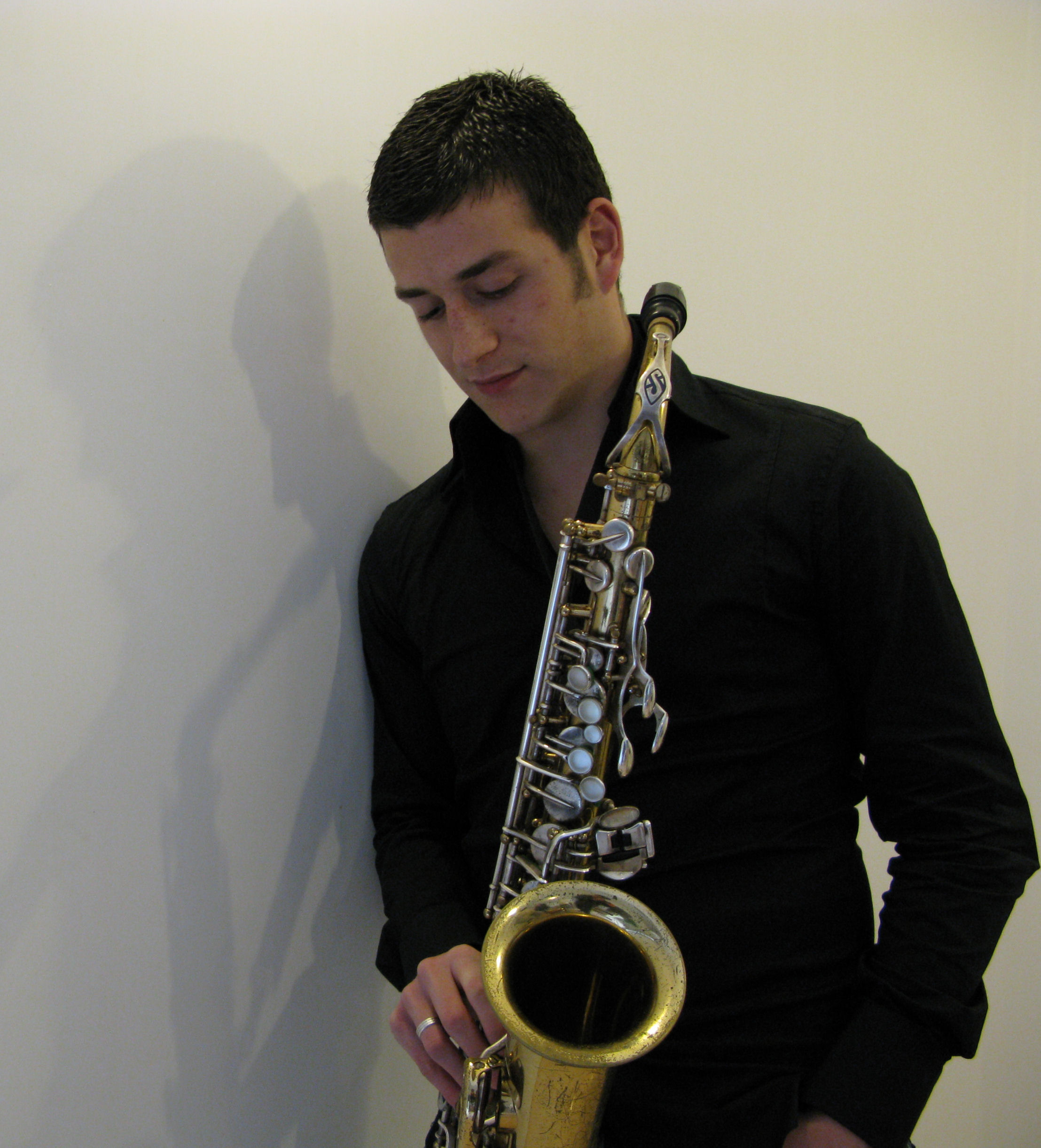
Francesco Cafiso

Cafiso besuchte das Konservatorium „Vincenzo Bellini“ von Catania in Sizilien, wo er Querflöte und Klavier studierte. Als „Wunderkind“ des Jazz spielte er schon mit neun Jahren mit Musikern wie Bob Mintzer oder George Gruntz, später mit Joe Lovano, Manhattan Transfer, Reggie Johnson, Hank Jones, Wynton Marsalis und seinem Lincoln Center Orchestra. Marsalis traf er 2002 auf dem Festival von Pescara und begleitete ihn 2003 auf seiner Europa-Tournee. Cafiso spielte auf dem North Sea Jazz Festival, dem Jazz Fest Wien und häufig auf dem Festival Umbria Jazz. Er leitet ein eigenes Quartett (Riccardo Arrighini, Aldo Zunini, Stefano Bagnoli). 2001 legte er  mit dem Pianisten Stefano Bollani sein erstes Album Very Early bei Philology vor. 2004 erschien Concerto for Petrucciani (Philology) im Trio mit Riccardo Arrighini, 2005 Tribute to Charlie Parker (Umbria Jazz Records) und New York Lullaby (bei Venus). Am 19. Januar 2009 spielte er in Washington, D.C. während der Feierlichkeiten zu Ehren des Präsidenten Barack Obama und Martin Luther King Jr. Tag. 2011 erschien sein Trioalbum  Moody'’n bei Verve Records. Sein Album Irene of Boston (2020) mit dem London Sinfony Orchestra ist eine Auseinandersetzung mit Corto Maltese.

## Auszeichnungen
2001 erhielt er den Preis Massimo Urbani, der im Andenken an den Altsaxophonisten gleichen Namens (1957–1993) vergeben wird, 2003 den Preis „Positano Jazz“. 2004 erhielt er in New York den „Jazz Festivals Organization Award“. 2005 erhielt er den Django d’Or (Italien) als „Neues Talent“.